# ダニ・ガルシア
ダニ(Dani)ことダニエル・ガルシア・ララ（Daniel García Lara, 1974年12月22日 - ）は、スペイン・セルダニョーラ出身の元サッカー選手。スペイン代表であった。ポジションはFW。

## 経歴

### クラブ
カタルーニャ州バルセロナ県セルダニョーラ・デル・バリェスに生まれたが、首都マドリードのレアル・マドリードの下部組織で育ち、1994年2月5日のデポルティーボ・ラ・コルーニャ戦(2-0)でトップチームデビューした。1994-95シーズンもレアル・マドリードBに登録されたが、トップチームでも1試合に出場した。1995年夏にはレアル・サラゴサにレンタル移籍して1997年まで過ごし、1997年夏にレアル・マドリードに復帰したが、1997-98シーズンは8試合に出場しただけで1998年夏にRCDマジョルカに完全移籍した。1998-99シーズンは36試合に出場して12得点を挙げ、クラブ初となるUEFAチャンピオンズリーグ出場権獲得に貢献した。同シーズンのUEFAカップウィナーズカップでは決勝に進出し、決勝のSSラツィオ戦では1-1となる同点ゴールを決めたが、最終的に1-2で敗れた。
1999年夏、レアル・マドリードのライバルであるFCバルセロナに移籍した。1999-2000シーズンは絶対的なレギュラーではなかったが、チーム3位となる11得点を挙げた。しかし、その後は負傷がちでコンディションを落とし、2000-01シーズンからの3シーズンは満足にプレーできなかった。2003-04シーズン開幕から数ヶ月が過ぎた頃にFCバルセロナのメンバーから登録抹消され、自主トレーニングを続けて2004年1月に古巣レアル・サラゴサと契約を交わした。若手のダビド・ビジャとポジションを分け合うと、セグンダ・ディビシオン（2部）降格の危機に立っていたクラブを救い、バルセロナで行われたコパ・デル・レイ決勝のレアル・マドリード戦ではロスタイムに決勝点を決めた。
2004-05シーズンはRCDエスパニョールでプレーしたがほとんど結果を残せず、2005年夏にはギリシャ・スーパーリーグのオリンピアコスFCに移籍してFCバルセロナ時代のチームメイトのリバウドと再会した。2006年には短期間だけトルコ・シュペルリガのデニズリスポルに在籍したが、2007年7月には家族のいるマドリードに戻り、テルセーラ・ディビシオン（4部）に属するアマチュアクラブのCFラージョ・マハダオンダで数ヶ月間プレーした。現役引退後はレアル・マドリードのインドアサッカーチームでプレーした。

### 代表
1991年にはU-16スペイン代表としてUEFA U-16欧州選手権に出場して優勝した。同年にはU-17スペイン代表としてFIFA U-17ワールドカップに出場して準優勝している。1996年にはU-23スペイン代表としてアトランタオリンピックに出場し、準々決勝に進出した。
1998年11月18日、サレルノで行われたイタリア戦(2-2)でスペイン代表デビューした。1999年5月5日のクロアチアとの親善試合で初得点を挙げ、2000年までに5試合に出場した。

#### 代表での得点
| #  | 日時         | 場所       | 対戦相手   | スコア | 最終結果 | 大会     |
| -- | ------------ | ---------- | ---------- | ------ | -------- | -------- |
| 1. | 1999年5月5日 | セビージャ | クロアチア | 3–1    | 3–1      | 親善試合 |

## タイトル

### クラブ
- レアル・マドリード

スーペルコパ・デ・エスパーニャ 優勝 : 1993-1994, 1997-1998
リーガ・エスパニョーラ 優勝 : 1994-1995
UEFAチャンピオンズリーグ 優勝 : 1997-1998
- RCDマジョルカ

スーペルコパ・デ・エスパーニャ 優勝 : 1998
UEFAカップウィナーズカップ 準優勝 : 1998-1999
- レアル・サラゴサ

コパ・デル・レイ 優勝 : 2003-2004

### 代表
- U-16スペイン代表

UEFA U-16欧州選手権 優勝 : 1991
- U-17スペイン代表

FIFA U-17ワールドカップ 準優勝 : 1991